# Оболенский, Фёдор Васильевич Телепень
Фёдор Васильевич Телепень Оболенский (ум. 1508) — князь, воевода, младший из двух сыновей воеводы князя Василия Ивановича Косого Оболенского от второго брака с княжной Евпраксией Михайловной Белёвской. Рюрикович в XVIII колене.

## Биография
В 1492 году князь Фёдор Васильевич Телепень Оболенский, будучи воеводой сторожевого полка, принял участие в успешном походе русской рати под командованием князя Михаила Ивановича Колышко Булгакова на приграничные литовские волости. Воеводы осадили, взяли и разорили города Мценск и Любутск, пленив наместников и многих жителей, затем с богатой добычей вернулись в Москву.
В начале 1494 года он исполнял придворные поручения во время приёма литовского посольства. В августе 1495 года князь Ф. В. Телепень Оболенский во главе полка правой руки участвовал в походе русской рати под предводительством князя Д. В. Щени-Патрикеева, боярина Я. З. Кошкина и князя В. Ф. Шуйского под Выборг «на свейские немцы» (см. осада Выборга). В августе 1496 года он вторично стоял во главе полка правой руки в походе русской рати под командованием князя Василия Косого-Патрикеева и Андрея Челяднина на Финляндию. Русские воеводы опустошили южные финские земли и одержали победу над шведами.
Весной 1497 года князь Ф. В. Телепень Оболенский, командуя передовым полком, участвовал в походе русских полков под предводительством князя Семёна Ивановича Ряполовского, чтобы защитить казанского хана Мухаммед-Амина от сибирского царевича Мамука. В 1499 году князь Фёдор Телепнев-Оболенский вместе с князем Семёном Даниловичем Холмским был отправлен в Казань, чтобы посадить на ханский престол царевича Абдул-Латифа.
В феврале 1500 года упоминается в чине свадьбы князя Василия Даниловича Холмского с великой княжной Феодосьей Ивановной: «в поезду был со князем Васильем». Летом того же года князь Фёдор Васильевич Телепнев был назначен вторым воеводой полка правой руки в русской армии под предводительством боярина князя Даниила Васильевича Щени-Патрикеева, выступившей в поход на Великое княжество Литовское. «И ходили они к Рословлю и к Ельне, и бой им был на Ведрошке».
В 1502 году князь Ф. В. Телепнев-Оболенский был третьим воеводой сторожевого полка в русской рати под командованием князя Дмитрия Ивановича Жилки (третьего сына великого князя московского Ивана III) на Смоленск и Оршу. В 1503 году вновь участвовал в военном походе на литовские владения.
В сентябре 1507 года князь Фёдор Телепнев-Оболенский во главе сторожевого полка принимал участие в новом походе на ВКЛ. В мае 1508 года командовал полком правой руки в походе русской рати на помощь восставшему князю Михаилу Львовичу Глинскому-Дородному. В том же году был убит при штурме Мстиславля.
Оставил после себя двух сыновей и дочь:
- Борис Фёдорович Овчина-Телепнев-Оболенский
- Иван Фёдорович Овчина-Телепнев-Оболенский (ум. 1538), боярин, конюший и воевода
- Агриппина (Аграфена) Фёдоровна, жена боярина Василия Андреевича Челяднина (ум. 1516/1517).